# Jezioro Wielkie (gmina Stara Kiszewa)
Jezioro Wielkie (kaszb. Wiôldżé Jezoro) – przepływowe jezioro wytopiskowe w Polsce, położone na Pojezierzu Starogardzkim, w powiecie kościerskim województwa pomorskiego, na obszarze gminy Stara Kiszewa. 

## Charakterystyka
Jest jeziorem w znacznym stopniu zamulonym, połączonym ciekami wodnymi z jeziorami Czyżon i Struga. Brzegi akwenu są w większości porośnięte trzciną i krzakami. Okolice jeziora to miejsce przenikania się dwóch regionów Pomorza: Kaszub i Kociewia. Południowym skrajem jeziora przebiega trasa drogi wojewódzkiej nr .

## Dane morfometryczne
Ogólna powierzchnia: 31,93 ha.